# シュガーライフ
シュガーライフは、かつて吉本興業大阪本社（大阪吉本）で活動していた日本のお笑いコンビ。大阪NSC21期生。1998年結成、2003年7月解散。

## メンバー
安達 健太郎（あだち けんたろう、1979年5月14日（45歳）- ）
- ボケ担当。立ち位置は左。
- 大阪府大阪市生野区出身。奈良育英中学校・高等学校卒業。身長182cm、体重65kg。血液型AB型。
- 解散後は東京へ進出し、ボンざわーるど（元ババリア）とコンビ「カナリア」として活動。
- 現在はピン芸人として活動する傍らで、役者・作家・演出・舞台プロデュースなどを行っている。

植松 哲平（うえまつ てっぺい、1979年10月2日（45歳）- ）
- ツッコミ担当。立ち位置は右。
- 岡山県岡山市出身。岡山県立岡山操山中学校・高等学校卒業。身長181cm、体重58kg。血液型A型。
- 解散後は東京へ進出し、ピン芸人としての活動を経てDJ・ラジオパーソナリティに転身。

## 略歴
1998年4月、NSC大阪校21期生同士で結成し、baseよしもとを中心に活動。
2000年に新しい波8（フジテレビ）に出演、2002年のM-1グランプリで準決勝進出を果たす。2003年7月をもって解散した。

## 賞レース戦績
- 2001年 第22回ABCお笑い新人グランプリ 本選進出（新人賞）
- 2002年 第23回ABCお笑い新人グランプリ 本選進出（新人賞）
- 2002年 第17回NHK新人演芸大賞 本選進出（新人賞）
- 2002年 M-1グランプリ 準決勝進出[1]

## 出演

### テレビ
- 新しい波8（フジテレビ、2000年9月8日）
- オールザッツ漫才（毎日放送、2000年・2001年・2002年）
- プロの動脈。～芸人山脈～ （日本テレビ、2002年12月）